# 桑德蓋爾濟

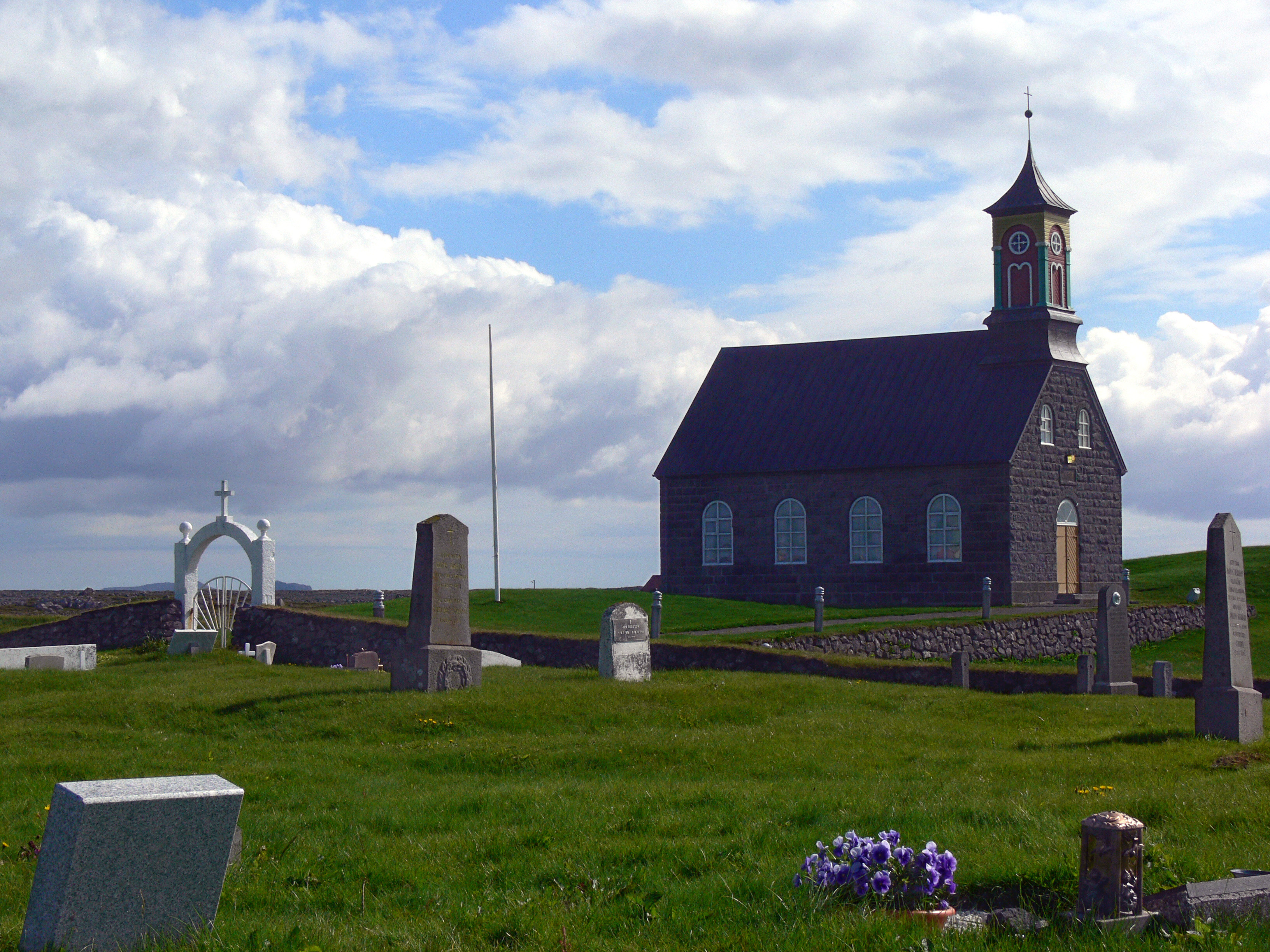
教堂

桑德蓋爾濟是冰島南半岛区南半岛镇市镇内的城鎮，位於該國西南部雷恰角半岛西岸，面積62平方公里，鎮上有海洋自然中心、博物館和研究設施，2011年人口1,683。
桑德蓋爾濟原为单独的市镇。2018年与加爾澤市镇合并为新的南半岛镇市镇。

## 外部連結
- 南半岛镇官方网站 （页面存档备份，存于） （冰岛语）

64°03′11″N 22°42′15″W / 64.05306°N 22.70417°W